# سولون ۳۲۷۹
سیارک ۳۲۷۹ (به انگلیسی: 3279 Solon، نامگذاری:9103P-L) سه هزار و دویست و هفتاد و نهمین سیارک کشف شده‌است که در ۱۷ اکتبر ۱۹۶۰ کشف شد.
قدر مطلق سیارک برابر ۱۳٫۳۰ است.